# Sénat de Floride
Pour les autres articles nationaux ou selon les autres juridictions, voir Sénat.
Législature 2022-2024
Capitole de l'État de Floride
Le Sénat de Floride (en anglais : Florida Senate) est la chambre haute de la Législature de Floride, un État des États-Unis. 
Il se compose de 40 membres, élus par district, qui discutent et votent les lois et le budget de l'État de Floride. Il siège avec la Chambre au Capitole de l'État de Floride à Tallahassee.

## Système électoral
Le Sénat de Floride est composé de 40 sièges pourvus au scrutin uninominal majoritaire à un tour dans autant de circonscriptions que de sièges à pourvoir, selon un calendrier particulier appelé système de mandat 2-4-4. Cette appellation désigne la façon dont la moitié des membres de la chambre effectue un mandat de deux ans puis deux de quatre ans en l'espace d'une décennie, de telle sorte que le Sénat soit renouvelé par moitié à chaque élection, avant d'être intégralement renouvelés tous les dix ans. Chaque district représente d'approximativement 470 000 citoyens chacun.

## Siège
La législature de Floride siège au Capitole (Florida State Capitol)) situé dans le centre de Tallahassee.

## Composition
| Affiliation                               | Parti       | Parti     | Total |        |
| ----------------------------------------- | ----------- | --------- | ----- | ------ |
| Affiliation                               |             |           | Total |        |
| Affiliation                               | Républicain | Démocrate | Total | Vacant |
| Fin de l'ancienne (2016–18) législature   | 22          | 16        | 38    | 2      |
|                                           |             |           |       |        |
| Début de l'ancienne (2018–20) législature | 23          | 17        | 40    | 0      |
| Fin de l'ancienne (2018–20) législature   | 23          | 17        | 40    | 0      |
|                                           |             |           |       |        |
| Début de l'actuelle (2020–22) législature | 24          | 16        | 40    | 0      |
| Pourcentage de sièges                     | 60 %        | 40 %      |       |        |

| Fonction               | Nom                | Parti       | District |
| ---------------------- | ------------------ | ----------- | -------- |
| Président              | Wilton Simpson     | Républicain | 10e      |
| Présidente pro tempore | Aaron Bean         | Républicain | 4e       |
| Majority Leader        | Kathleen Passidomo | Républicain | 28e      |
| Minority leader        | Gary Farmer        | Démocrate   | 34e      |

## Liste des présidents
| - 1845 : James A. Berthelot - 1846 : D. H. Mays - 1847 : Daniel G. McLean - 1848 : Erasmus Darwin Tracy - 1850 : Robert J. Floyd - 1854 : Hamlin Valentine Snell - 1856 : Philip Dell - 1858 : John Finlayson - 1860 : Thomas Jefferson Eppes - 1861 : Thomas Jefferson Eppes - 1862 : Enoch J. Vann - 1863 : Enoch J. Vann - 1864 : Abraham K. Allison - Fonction exercée d'office par le lieutenant-gouverneur de 1865 à 1887 - 1889 : Joseph B. Wall - 1891 : Jefferson B. Browne - 1893 : William H. Reynolds - 1895 : Frederick T. Myers - 1897 : Charles J. Perrenot - 1899 : Frank Adams - 1901 : Thomas Palmer - 1903 : Frank Adams - 1905 : Park M. Trammell - 1907 : W. Hunt Harris - 1909 : Frederick M. Hudson - 1911 : Frederick P. Cone - 1911 : T. A. Jennings - 1913 : Herbert J. Drane - 1913 : Ion L. Farris - 1915 : Charles E. Davis - 1915 : Cary A. Hardee - 1917 : J. B. Johnson - 1917 : Cary A. Hardee - 1919 : James E. Calkins - 1921 : William A. MacWilliams - 1921 : Frank E. Jennings - 1923 : Theo. T. Turnbull - 1923 : L. D. Edge - 1925 : John Stansel Taylor - 1925 : A. Y. Milam - 1927 : Samuel W.Anderson - 1927 : Fred H. Davis - 1929 : Jesse J. Parrish - 1929 : Samuel W. Getzen - 1931 : Patrick C. Whitaker - 1931 : E. Clay Lewis, Jr. - 1933 : Truman G. Futch - 1933 : Peter Tomasello, Jr. - 1935 : William C. Hodges - 1935 : W. B. Bishop - 1937 : D. Stuart Gillis - 1937 : W. McL. Christie | - 1939 : J. Turner Butler - 1939 : G. Pierce Wood - 1941 : John R. Beacham - 1941 : Dan McCarty - 1943 : Philip D. Beall - 1943 : Richard H. Simpson - 1945 : Walter W. Rose - 1945 : Evans Crary - 1947 : Scott Dilworth Clarke - 1947 : Thomas D. Beasley - 1949 : Perry E. Murray - 1951 : Wallace E. Sturgis - 1951 : Elmer B. Elliott - 1953 : Charley E. Johns - 1955 : W. Turner Davis - 1957 : William A. Shands - 1959 : Dewey M. Johnson - 1961 : W. Randolph Hodges - 1962–1963 : F. Wilson Carraway - 1965 : James E. Connor - 1966–1968 : Verle A. Pope - 1969–1970 : John E. Mathews, Jr. - 1971–1972 : Jerry Thomas - 1973–1974 : Mallory E. Horne - 1974 : Louis A. de la Parte, Jr. - 1975–1976 : Dempsey J. Barron - 1977–1978 : Lew Brantley - 1979–1980 : Philip D. Lewis - 1981–1982 : W. D. Childers\|Wyon D. Childers - 1983–1984 : N. Curtis Peterson, Jr. - 1985–1986 : Harry A. Johnston, II - 1987–1988 : John W. Vogt - 1989–1990 : Robert B. Crawford - 1991–1992 : Gwen Margolis - 1992–1993 : Ander Crenshaw - 1993–1994 : Pat Thomas - 1995–1996 : James A. Scott - 1997–1998 : Toni Jennings - 1999–2000 : Toni Jennings - 2001–2002 : John M. McKay - 2003–2004 : Jim King - 2005–2006 : Tom Lee - 2007–2008 : Ken Pruitt - 2009–2010 : Jeffrey Atwater - 2011–2012 : Mike Haridopolos - 2013–2014 : Don Gaetz - 2014–2016 : Andy Gardiner - 2016-2018 : Joe Negron - 2018-2020 : Bill Galvano - 2020-2022 : Wilton Simpson - 2022-en cours : Kathleen Passidomo |